# Ievdokia Nikoulina
Pour l’article homonyme, voir Nikoulina.
La Majore Ievdokia Andreïevna Nikoulina (russe : Евдокия Андреевна Никулина), née le 8 novembre 1917 et morte à Rostov-sur-Don le 23 mars 1993, est une aviatrice soviétique pendant la Seconde Guerre mondiale. Elle fait partie du 588 NBAP (régiment féminin de bombardement de nuit) du Groupe d'Aviation no 122 créé en 1942 par Marina Raskova. Elle est une Héroïne de l'Union soviétique depuis 1944.

## Biographie
Ievdokia Nikoulina naît dans le village de Parfïonovo (aujourd'hui dans la région de Kalouga) dans une famille de paysans russes. Elle est surnommée Dina depuis son enfance. Trois de ses frères et une de ses sœurs combattent pendant la Seconde Guerre mondiale : Fiodor Andreïevitch Nikouline est décoré, lui aussi, du titre de Héros de l'Union soviétique.
En 1933, elle travaille dans une cimenterie à Podolsk avant de s'enrôler dans une école d'aviation. Après son diplôme de l'académie de vol de Balachov, elle travaille comme pilote civile à Smolensk. Elle entre au Parti communiste de l'Union soviétique en 1942.

## Carrière militaire
Après avoir rejoint l'Armée rouge en 1941, elle est déployée sur le front de l'Est en tant que commandante d'escadron. Pendant ses missions, elle défend notamment le Front du Sud, le Front transcaucasien, le Front du Nord-Caucase et le Deuxième front biélorusse.
Au total, elle effectue 774 missions aériennes et cumule 3 650 h de vol, dont 1 500 de nuit et 920 en combat. Elle reçoit le titre d'Héroïne de l'Union soviétique le 26 octobre 1944 pour « l'accomplissement exemplaire de ses missions de commandement et pour son courage et son héroïsme dans les batailles face aux envahisseurs fascistes allemands ».

## Après-guerre
Après la guerre, elle quitte le service actif et devient réserviste avant de quitter définitivement l'armée. En 1948, elle est diplômée de l'École du Parti communiste de Rostov-sur-le-Don et en 1954, de l'Institut pédagogique de la même ville. Elle travaille dans le communité local du parti jusqu'à sa retraite et vit tout le reste de sa vie à Rostov-sur-le-Don.
Nikoulina et sa petite-fille de quatre ans sont attaquées par des voleurs chez elle le 2 juillet 1992. Elle se remet de l'attaque mais décède moins d'un an plus tard, le 23 mars 1993, à l’âge de 75 ans. De faux rapports annoncent qu'elle aurait été assassinée chez elle.

## Distinctions
- Héroïne de l'Union soviétique[5]
- Ordre de Lénine[5]
- Trois Ordre du Drapeau rouge[6]
- Ordre d'Alexandre Nevski[7]
- Ordre de la Guerre patriotique de 1re et 2e classe[8],[9]

## Hommages
- En 2015, une étoile à son nom est inaugurée dans « l'Allée des Héros » à Rostov-sur-le-Don[4].
- Sur la maison où elle a vécu à Rostov-sur-le-Don (104 avenue Zhuravleva), une plaque commémorative est apposée[10].